# Швеці (гміна)
Гміна Свеце (пол. Gmina Świecie) — місько-сільська гміна у північній Польщі. Належить до Свецького повіту Куявсько-Поморського воєводства.
Станом на 31 грудня 2011 у гміні проживало 34294 особи.

## Площа
Згідно з даними за 2007 рік площа гміни становила 174.81 км², у тому числі:
- орні землі: 60.00%
- ліси: 23.00%

Таким чином, площа гміни становить 11.87% площі повіту.

## Населення
Станом на 31 грудня 2011:
| Опис     | Загалом | Загалом | Чоловіки | Чоловіки | Жінки | Жінки |
| -------- | ------- | ------- | -------- | -------- | ----- | ----- |
| одиниця  | осіб    | %       | осіб     | %        | осіб  | %     |
| все      | 34294   | 100     | 16515    | 48.16    | 17779 | 51.84 |
| міське   | 26574   | 100     | 12734    | 47.92    | 13840 | 52.08 |
| сільське | 7720    | 100     | 3781     | 48.98    | 3939  | 51.02 |

## Сусідні гміни
Гміна Свеце межує з такими гмінами: Буковець, Хелмно, Хелмно, Драґач, Джицим, Єжево, Прущ.